# لعبة الملاهي

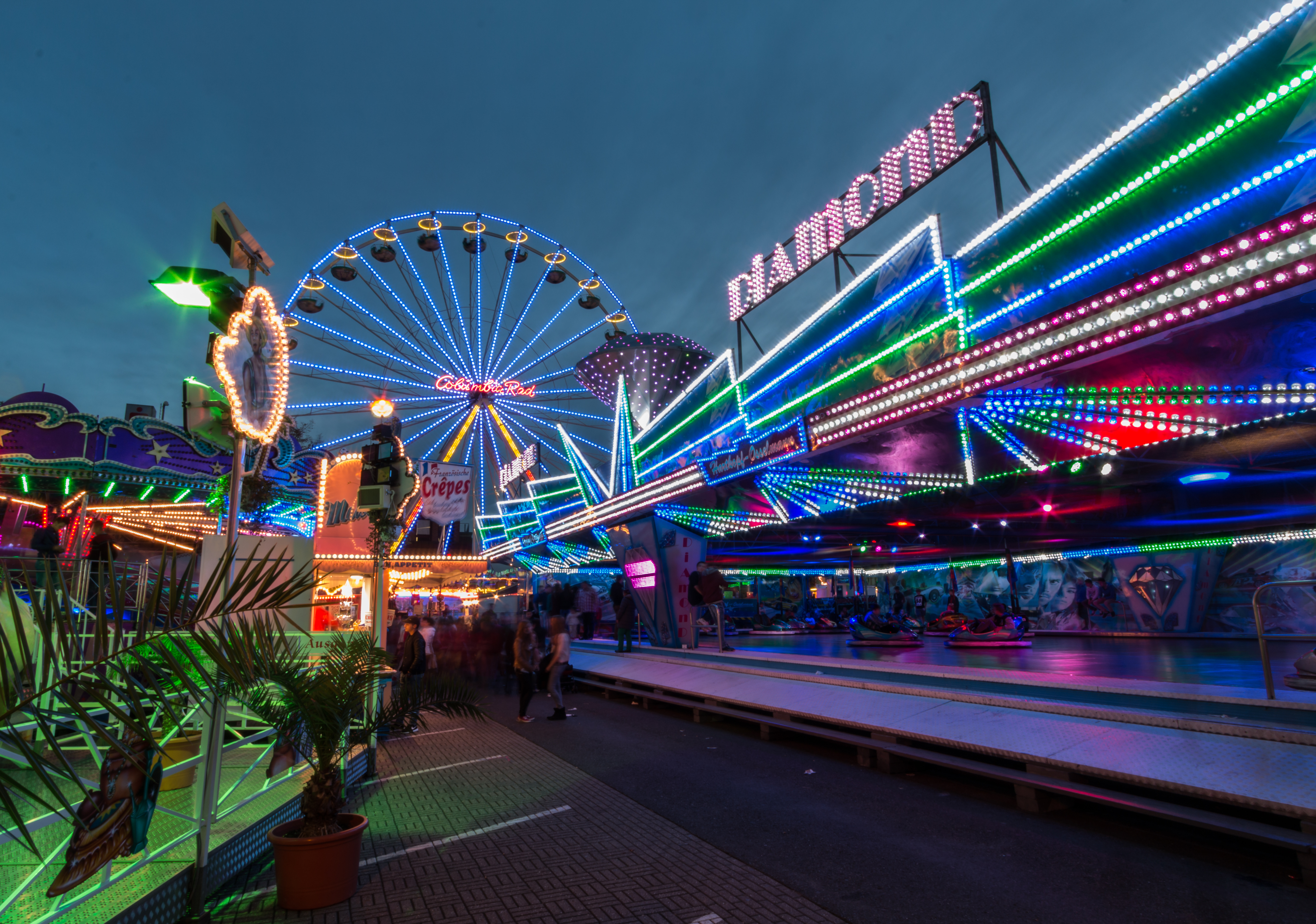

ألعاب الملاهي هي ألعاب ميكانيكية متحركة مصممة لتحريك الناس بغرض الترفيه عنهم. تتواجد هذه الألعاب في مدن الملاهي عامة أو في بعض الأسواق الشعبية أو المهرجانات والكرنفالات العالمية والمحلية.

## الأنواع
- دولاب الهواء.
- قارب رفع.
- سيارة اصطدامية.
- أفعوانية.

## وصلات خارجية
- History of Fairs - Fairground Rides - Modern Rides :: National Fairground Archive
- U.S. patents for roller coasters and related rides